# 이양섭
이양섭(李洋燮, 1962년 8월 5일 ~ )은 대한민국 충청북도의회 의원이다.

## 학력
- 충북대학교 지역건설공학과 졸업

## 경력
- 운호건설 대표
- 충북지구청년회의소(JC)지구회
- 진천군푸드뱅크회장
- 진천군 자유총연맹회장
- 2014년 7월 1일 ~ 2018년 6월 30일 : 제10대 충청북도의회 의원
- 2022년 7월 1일 ~ : 제12대 충청북도의회 의원
  - 제12대 충청북도의회 전반기 산업경제위원회 위원
  - 제12대 충청북도의회 제2기 예산결산특별위원회 위원
  - 제12대 충청북도의회 충북과학기술혁신원원장후보자인사청문특별위원회 위원
  - 제12대 충청북도의회 제1기 예산결산특별위원회 위원
  - 제12대 충청북도의회 국민의힘 원내대표
  - 제12대 충청북도의회 후반기 의장
- 2024년 9월~: 제19대 전반기 대한민국시도의회의장협의회 감사
- 2025. 5.~2025. 6. 제21대 대통령 선거 국민의힘 김문수 대통령 후보 충북 선거대책위원회 부위원장

## 역대 선거 결과
|  | 19.63% |

|  | 48.62% |

|  | 38.43% |

|  | 50.66% |